# Бровело-Карпуњино
Бровело-Карпуњино (итал. Brovello-Carpugnino) је насеље у Италији у округу Вербано-Кузио-Осола, региону Пијемонт.
Према процени из 2011. у насељу је живело 546 становника. Насеље се налази на надморској висини од 450 м.

## Становништво
| 1931. | 1936. | 1951. | 1961. | 1971. | 1981. | 1991. | 2001. | 2011. |
| ----- | ----- | ----- | ----- | ----- | ----- | ----- | ----- | ----- |
| 890   | 735   | 618   | 551   | 510   | 395   | 437   | 546   | 721   |